# Vuelve (álbum de Ricky Martin)
Vuelve es el cuarto álbum de estudio del cantante puertorriqueño Ricky Martin, lanzado al mercado por Sony Music Latin y Columbia Records el 17 de febrero de 1998. El álbum fue producido por K. C. Porter, coproducido por Robi Draco Rosa y Desmond Child. El álbum cuenta con 14 canciones y debutó en el 1°. lugar de Billboard Top Latin Albums y Billboard Latin Pop Albums, respectivamente y en el número 40 de Billboard 200. El álbum ganó el Premio Grammy al Mejor Álbum de Pop Latino en la 41°. entrega anual de los Premios Grammy celebrada el miércoles 24 de febrero de 1999.[cita requerida]

## Lista de canciones
| Vuelve |                                             |                                                                   |                                 |          |  |
| N.º    | Título                                      | Escritor(es)                                                      | Productor (es)                  | Duración |  |
| 1.     | «Por arriba, por abajo»                     | Robi Draco Rosa · Luis Gómez-Escolar · César Lemos · Karla Aponte | K. C. Porter · Robi Draco Rosa  | 3:08     |  |
| 2.     | «Vuelve»                                    | Franco De Vita                                                    | K. C. Porter · Robi Draco Rosa  | 5:09     |  |
| 3.     | «Lola, Lola»                                | Robi Draco Rosa · K. C. Porter · Luis Gómez-Escolar               | K. C. Porter · Robi Draco Rosa  | 4:46     |  |
| 4.     | «Casi un bolero»                            | Robi Draco Rosa · K. C. Porter · Luis Gómez-Escolar               | K. C. Porter · Robi Draco Rosa  | 4:40     |  |
| 5.     | «Corazonado»                                | Robi Draco Rosa · K. C. Porter · Luis Gómez-Escolar               | K. C. Porter · Robi Draco Rosa  | 5:00     |  |
| 6.     | «La bomba»                                  | Robi Draco Rosa · K. C. Porter · Luis Gómez-Escolar               | K. C. Porter · Robi Draco Rosa  | 4:36     |  |
| 7.     | «Hagamos el amor»                           | Robi Draco Rosa · Luis Gómez-Escolar                              | K. C. Porter · Robi Draco Rosa  | 3:11     |  |
| 8.     | «La copa de la vida»                        | Robi Draco Rosa · Desmond Child · Luis Gómez-Escolar              | Desmond Child · Robi Draco Rosa | 4:28     |  |
| 9.     | «Perdido sin ti»                            | Robi Draco Rosa · K. C. Porter · Luis Gómez-Escolar               | K. C. Porter · Robi Draco Rosa  | 4:11     |  |
| 10.    | «Así es la vida»                            | Marco Flores · Luis Gómez Escolar                                 | K. C. Porter, Robi Draco Rosa   | 4:00     |  |
| 11.    | «Marcia baila»                              | Catherine Ringer · Fred Chichin · Luis Gómez-Escolar              | K. C. Porter · Robi Draco Rosa  | 4:00     |  |
| 12.    | «No importa la distancia» (Go the Distance) | Alan Menken Adapt: al español: Renato López · Javier Pontón       | K. C. Porter · Robi Draco Rosa  | 4:55     |  |
| 13.    | «Gracias por pensar en mí»                  | Renato Russo · Ricky Martin                                       | K. C. Porter · Robi Draco Rosa  | 5:35     |  |
| 14.    | «Casi un bolero» (Instrumental)             | Robi Draco Rosa · K. C. Porter · Luis Gómez-Escolar               | K. C. Porter · Robi Draco Rosa  | 4:40     |  |
| 62:02  |                                             |                                                                   |                                 |          |  |

| Edición lanzada en Europa con pista adicional |                                          |                                                      |          |  |
| N.º                                           | Título                                   | Escritor(es)                                         | Duración |  |
| 14.                                           | «The Cup of Life» (Spanglish Radio Edit) | Luis Gómez Escolar · Desmond Child · Robi Draco Rosa | 4:37     |  |

| Edición lanzada en Japón con pista adicional |                                     |                                                      |          |  |
| N.º                                          | Título                              | Escritor(es)                                         | Duración |  |
| 14.                                          | «María» (Spanglish Radio Edit)      | Ian Blake · K. C. Porter · Luis Gómez-Escolar        | 4:23     |  |
| 15.                                          | «Casi un bolero» (Instrumental)     | Robi Draco Rosa · K. C. Porter · Luis Gómez-Escolar  | 4:40     |  |
| 16.                                          | «The Cup of Life» (English Version) | Robi Draco Rosa · Desmond Child · Luis Gómez-Escolar | 4:37     |  |

| Gira asiática (paquete especial) CD extra |                                                  |                                                      |          |  |
| N.º                                       | Título                                           | Escritor(es)                                         | Duración |  |
| 1.                                        | «The Cup of Life" ()» (Remix - Long Version)     | Robi Draco Rosa · Desmond Child · Luis Gómez-Escolar | 8:40     |  |
| 2.                                        | «La bomba» (Pablo Flores Remix - Spanglish Edit) | Robi Draco Rosa · K. C. Porter · Luis Gómez-Escolar  | 4:15     |  |
| 3.                                        | «Casi un bolero» (Spanglish Version)             | Robi Draco Rosa · K. C. Porter · Luis Gómez-Escolar  | 4:38     |  |
| 4.                                        | «¿Dónde estarás?» (Radio edit)                   | Cristóbal Sánsano · Mónica Naranjo · José Nogueras   | 3:42     |  |
| 5.                                        | «Corazón» (Radio Remix)                          | K. C. Porter · L. Ángel                              | 4:05     |  |
| 6.                                        | «Te extraño, te olvido, te amo»                  | Carlos Lara                                          | 4:40     |  |

## Sencillos
- 1998: «Vuelve» (con vídeoclip)
- 1998: «La copa de la vida» (con vídeoclip, tema oficial de la Copa Mundial de la FIFA Francia' 98)
- 1998: «La bomba» (con vídeoclip)
- 1998: «Perdido sin tí» (con vídeoclip)
- 1998: «Por arriba, por abajo» (con vídeoclip)
- 1998: «Casi un bolero»

## Posicionamiento

### Posiciones semanales
| Asia              |                             |    |
| Japón             | Oricon                      | 19 |
| América           |                             |    |
| Canadá            | Canadian Albums Chart       | 11 |
| Estados Unidos    | Billboard 200               | 40 |
| Estados Unidos    | Billboard Top Latin Albums  | 1  |
| Estados Unidos    | Latin Pop Albums            | 1  |
| Europa            |                             |    |
| Alemania          | Media Control Charts        | 15 |
| Austria           | Ö3 Austria Top 40           | 22 |
| Bélgica (Flandes) | Ultratop                    | 37 |
| Bélgica (Valonia) | Ultratop                    | 22 |
| España            | Spanish Albums Chart        | 1  |
| Finlandia         | Finland's Official List     | 7  |
| Francia           | Listas de Álbumes Franceses | 23 |
| Hungría           | Mahasz                      | 3  |
| Noruega           | VG-lista                    | 1  |
| Países Bajos      | MegaCharts                  | 41 |
| Suecia            | Sverigetopplistan           | 2  |
| Suiza             | Swiss Music Charts          | 4  |
| Oceanía           |                             |    |
| Australia         | ARIA Charts                 | 2  |

### Posiciones anuales
| 1998              |                            |    |
| América           |                            |    |
| Estados Unidos    | Billboard Top Latin Albums | 1  |
| Estados Unidos    | Billboard Latin Pop Albums | 1  |
| Europa            |                            |    |
| Bélgica (Valonia) | Albums Chart               | 91 |
| Suiza             | Albums Chart               | 14 |
| Oceanía           |                            |    |
| Australia         | Australian Albums Chart    | 26 |
| 1999              |                            |    |
| América           |                            |    |
| Canadá            | Canadian RPM Top Albums    | 34 |
| Estados Unidos    | Billboard Top Latin Albums | 1  |
| Estados Unidos    | Billboard Latin Pop Albums | 1  |
| 2000              |                            |    |
| Europa            |                            |    |
| Finlandia         | Finnish Albums Chart       | 69 |

### Sucesión y posicionamiento
| Predecesor: Titanic de James Horner | PROMUSICAE Spanish Album Chart — Álbum N.º 1 23 de febrero de 1998 - 1 de marzo de 1998 | Sucesor: Ray of Light de Madonna |

| Predecesor: Me estoy enamorando de Alejandro Fernández         | U.S. Billboard Top Latin Albums — Álbum N.º 1 (Primera vuelta) 28 de febrero de 1998 - 20 de marzo de 1998 | Sucesor: Buena Vista Social Club de Buena Vista Social Club                |
| Predecesor: Buena Vista Social Club de Buena Vista Social Club | U.S. Billboard Top Latin Albums — Álbum N.º 1 (Segunda vuelta) 28 de marzo de 1998 - 24 de abril de 1998   | Sucesor: Anthology de Selena                                               |
| Predecesor: Suavemente de Elvis Crespo                         | U.S. Billboard Top Latin Albums — Álbum N.º 1 (Tercera vuelta) 20 de junio de 1998 - 31 de julio de 1998   | Sucesor: Suavemente de Elvis Crespo                                        |
| Predecesor: Suavemente de Elvis Crespo                         | U.S. Billboard Top Latin Albums — Álbum N.º 1 (Cuarta vuelta) 8 de agosto de 1998 - 28 de agosto de 1998   | Sucesor: Dance with me: Music from the music production de Varios artistas |
| Predecesor: Cosas del amor de Enrique Iglesias                 | U.S. Billboard Top Latin Albums — Álbum N.º 1 (Quinta vuelta) 13 de marzo de 1999 - 26 de marzo de 1999    | Sucesor: All My Hits – Todos mis éxitos vol. 1 de Selena                   |
| Predecesor: All My Hits - Todos mis éxitos vol. 1 de Selena    | U.S. Billboard Top Latin Albums — Álbum N.º 1 (Sexta quinta) 10 de abril de 1999 - 28 de mayo de 1999      | Sucesor: Píntame de Elvis Crespo                                           |
| Predecesor: Píntame de Elvis Crespo                            | U.S. Billboard Top Latin Albums — Álbum N.º 1 (Séptima vuelta) 12 de junio de 1999 - 18 de junio de 1999   | Sucesor: Píntame de Elvis Crespo                                           |

| Predecesor: Me estoy enamorando de Alejandro Fernández | U.S. Billboard Latin Pop Albums — Álbum N.º 1 (Primera vuelta) 28 de febrero de 1998 - 5 de junio de 1998      | Sucesor: Me estoy enamorando de Alejandro Fernández |
| Predecesor: Me estoy enamorando de Alejandro Fernández | U.S. Billboard Latin Pop Albums — Álbum N.º 1 (Segunda vuelta) 20 de junio de 1998 - 4 de septiembre de 1998   | Sucesor: Cantos de amor de Gipsy Kings              |
| Predecesor: Cantos de amor de Gipsy Kings              | U.S. Billboard Latin Pop Albums — Álbum N.º 1 (Tercera vuelta) 12 de septiembre de 1998 - 9 de octubre de 1998 | Sucesor: Cosas del amor de Enrique Iglesias         |
| Predecesor: Cosas del amor de Enrique Iglesias         | U.S. Billboard Latin Pop Albums — Álbum N.º 1 (Cuarta vuelta) 13 de marzo de 1999 - 25 de junio de 1999        | Sucesor: Bailamos Greatest Hits de Enrique Iglesias |

### Certificaciones
| País           | Proveedor  | Año  | Certificación |
| América        |            |      |               |
| Argentina      | CAFIP      | 1998 | 3× Platino    |
| Canadá         | CRIA       | 1998 | 2× Platino    |
| Estados Unidos | RIAA       | 1998 | Platino       |
| Europa         |            |      |               |
| España         | PROMUSICAE | 1998 | 6× Platino    |
| Europa         | IFPI       | 1998 | Platino       |
| Finlandia      | IFPI       | 1998 | Oro           |
| Francia        | SNEP       | 1998 | Oro           |
| Noruega        | IFPI       | 1998 | Oro           |
| Polonia        | AFP        | 1998 | Oro           |
| Suecia         | IFPI       | 1998 | Platino       |
| Suiza          | IFPI       | 1998 | Platino       |
| Oceanía        |            |      |               |
| Australia      | ARIA       | 1998 | 2× Platino    |